# C. E. Morgan
Catherine Elaine Morgan, C. E. Morgan, née en juin 1976, est une romancière américaine.

## Biographie
Après une jeunesse dans les Appalaches et des études au Berea College puis à la Harvard Divinity School (Cambridge, Massachusetts), elle vit au Kentucky.

## Œuvres
- All the Living (2009), trad. par Mathilde Bach, Tous les vivants, Éditions Gallimard, Paris, 2020, 242 pages  (ISBN 978-2-07-278026-4)
- Le Sport des rois (en) (2016), Kirkus Prize (en) 2016, finaliste au Prix Pulitzer de la fiction 2017

## Réception
Ses deux premiers romans ont été appréciés, et ont figuré sur diverses listes courtes de prix littéraires aux USA.
« Dans ce premier roman, Tous les vivants, C. E. Morgan reprend le message d’espérance de l’Ecclésiaste, porté par deux jeunes gens solitaires et entiers, isolés dans une ferme d’un Kentucky craquelé de sécheresse : au fil d’un été d’apprentissage et de tension se jouent le deuil et la survie. Une très belle écriture fait vibrer bêtes et champs sous le regard fiévreux des novices esseulés, dans une parabole de l’engagement et de la liberté. »
« Dans son deuxième roman, l’écrivaine américaine parcourt l’histoire du Kentucky sur trois générations. »